# 巴黎条约 (1920年)
1920年巴黎条约（英語：Treaty of Paris）是由罗马尼亚和当时协约国的主要盟友（法国、英国、意大利和日本）签订的一项条约，目的在于认可罗马尼亚对比萨拉比亚的主权。该条约由于日本未予批准而从未生效。
1918年4月9日（旧历1918年3月27日），当时俄国内战正在进行中，比萨拉比亚立法机构投票决定与罗马尼亚合并（86票支持、3票反对、36票弃权），该法案同样将俄罗斯人视为对罗马尼亚的侵略者。
与凡尔赛条约一致，1920年条约包含在国际联盟条约中，因此美国也没有批准该条约。美国拒绝参加签署，理由是俄罗斯没有代表出席条约相关会议。
1920年10月28日，巴黎和平条约正式承认比萨拉比亚与罗马尼亚统一，并得到了英国、法国和意大利的承认，但日本没有批准条约，苏联也从未认可过此次合并。
由于日本没有批准，导致该条约从未生效，日本不批准的原因是因为一个秘密协定，这个秘密协定后来是1925年日本和苏联条约的一部分。